# کتاب‌دزد (فیلم)
کتاب‌دزد (به انگلیسی: The Book Thief) فیلمی درام است در ارتباط با از بین بردن یهودیها و کمونیستها توسط هیتلر که در سال ۲۰۱۳ و بر اساس رمانی به همین نام، نوشته مارکوس زوساک ساخته شده‌است. کارگردان این فیلم بریان پرسیوال است.